# Andre metaller
 For alternative betydninger, se Metal (flertydig). (Se også artikler, som begynder med Metal)
Andre metaller er en betegnelse for de metaller som ligger i p-blokken i det periodiske system. De adskilles fra ikkemetallerne med en diffus skrå linje bestående af halvmetaller. De er mere elektropositive end overgangsmetallerne, men mindre end jordalkalimetallerne.
Andre metaller er 
| Gruppe (hovedgruppe) | 13 (III)  | 14 (IV) | 15 (V)  |
| -------------------- | --------- | ------- | ------- |
| 3. periode           | Aluminium |         |         |
| 4. periode           | Gallium   |         |         |
| 5. periode           | Indium    | Tin     |         |
| 6. periode           | Thallium  | Bly     | Bismuth |